# Joaquín Bornes Rincón
Joaquín Bornes Rincón (Los Palacios y Villafranca, 25 de maig de 1975) és un futbolista i entrenador de futbol andalús.
L'estiu del 2001 retorna al Recreativo. Però, no assoleix la titularitat i tan sols apareix en 10 partits, en un any en el qual els de Huelva pugen a Primera. Després de militar a l'Elx CF i al Raith Rovers escocès, recala a la SD Ponferradina, amb qui puja a Segona i disputa 35 partits a la categoria d'argent, encara que els bercians no assoleixen la permanència. La temporada 09/10 fitxa pel modest Jerez Industrial.